# 平松庚三
平松 庚三（ひらまつ こうぞう、1946年1月6日 - ）は、日本の実業家。小僧com取締役会長。群馬県みなかみ町在住。株式会社ライブドアホールディングス代表取締役社長、弥生株式会社代表取締役会長、株式会社セシール取締役、小僧com代表取締役会長などを歴任した。

## 来歴
1946年1月6日北海道函館市で生まれ、埼玉県立大宮高等学校を卒業して早稲田大学第二文学部を中退し、1973年にアメリカン大学コミュニケーション学部ジャーナリズム学科を卒業した。在学中に読売新聞ワシントン支局でアルバイト勤務して渡邉恒雄と知り合う。 1973年ソニー株式会社、1973年から1978年ソニーコーポレーション・アメリカ、1978年から1983年ソニー本社海外事業部、1983年から1986年ソニーPC事業部、1986年アメリカン・エキスプレス・インターナショナルジャパン、1986年から1990年パブリッシングディレクター、1990年から1992年アメリカン・エキスプレス・インターナショナルジャパン副社長、1992年株式会社IDGコミュニケーションズジャパン代表取締役社長、1998年AOLジャパン株式会社代表取締役社長America Online, Inc.副社長、2000年インテュイット日本法人株式会社代表取締役社長兼CEO インテュイット副社長。2003年にインテュイットからマネジメント・バイ・アウト (MBO) して弥生株式会社へ社名変更、代表取締役社長就任。2004年12月に弥生株式会社の全株式をライブドアへ譲渡する。2005年3月ライブドア上級副社長、2006年1月24日株式会社ライブドア執行役員社長。2006年2月20日小僧com株式会社を設立して取締役。2006年3月15日株式会社ライブドア取締役候補、2006年3月30日株式会社セシール取締役、2006年6月12日弥生株式会社代表取締役会長、2006年6月14日株式会社ライブドア代表取締役社長、2007年4月株式会社カウイチ取締役。2007年4月2日株式会社ライブドアを株式会社ライブドアホールディングスへ社名を変更。2007年12月ライブドアホールディングス代表取締役社長退任、2008年2月小僧com株式会社代表取締役会長。2009年に群馬県みなかみ町へ移住する。

## 人物
- ヴァージン・ギャラクティックの宇宙旅行を日本人で初めて予約し、2009年に出発を予定した[3][注 1]。ヴァージン・ギャラクティックの発表はないが、2022年に平松はfacebookで搭乗順位が33番目と投稿する。
- ライブドアホールディングスを退社後の取材に、新会社設立準備の日常を「自宅警備員に転職した」「自宅警備員は犬を散歩させたり、マリオカートのタイムを更新させたり、楽ではない。でっていう!」[4]と語る。

## テレビ出演
- 日経スペシャル カンブリア宮殿 「ライブドアとは何だったのか？」（2006年8月21日、テレビ東京）[5]。

## 書籍

### 著書
- 『ボクがライブドアの社長になった理由』（2007年3月17日、ソフトバンククリエイティブ）ISBN 978-4797338751
- 『君は英語でケンカができるか？ プロ経営者が教えるガッツとカタカナ英語の仕事術』（2015年2月1日、インプレス）ISBN 9784844373995

### 関連書籍
- 『そうだ、宇宙へ行こう。 2000万円であなたも宇宙に！』（著者:ケニー・ケンプ、訳:菊池由美）（2009年2月28日、阪急コミュニケーションズ）ISBN 978-4484091020 - あとがきを寄稿